# Байтерек (Зерендинський район)
Байтере́к (каз. Бәйтерек) — село у складі Зерендинського району Акмолинської області Казахстану. Адміністративний центр Байтерецького сільського округу.
Населення — 417 осіб (2021; 471 у 2009, 606 у 1999, 977 у 1989).
Національний склад станом на 1989 рік:
- росіяни — 45 %;
- казахи — 33 %.

До 2006 року село називалося Підлісне.